# Алишев, Салям Хатыпович
Саля́м Хаты́пович Али́шев (20 марта 1929, Щербень, ТАССР — 23 июня 2015, Казань) — советский и российский историк, специалист по истории татар и других народов Среднего Поволжья. Доктор исторических наук.

## Биография
Предки Алишева основали села Старое Альметьево и Новое Альметьево в Нурлатском районе Татарстана.
После окончания в 1951 году исторического факультета Казанского педагогического института работал учителем, завучем, директором средней школы в Лаишевского района, затем заведующим отдела образования Верхнеуслонского района.
Поступил в аспирантуру Института языка, литературы и искусства имени Ибрагимова в 1963 году. После аспирантуры остался в институте, прошёл путь до заведующего отделом истории.
В 1968 году в Казанском государственном университете имени В. И. Ульянова-Ленина защитил диссертацию на соискание учёной степени кандидата исторических наук по теме «Участие татар Среднего Поволжья в крестьянской войне 1773—1775 гг. под предводительством Е. И. Пугачёва».
В 1989 году в Институте истории СССР АН СССР защитил диссертацию на соискание учёной степени доктора исторических наук по теме «Среднее Поволжье в XVI — первой половине XIX в.: (О прогрессивном характере совместной жизни народов)» (специальность 07.00.02 — история СССР).
С 1998 по 2015 год главный научный сотрудник отдела средневековой истории Института истории имени Шигабутдина Марджани Академии наук Республики Татарстан.

### Семья
Имеет трех сыновей. Старший — Алишев Булат Салямович, доктор психологических наук, бывший декан психологического факультета КГУ. Внук — Алишев Тимирхан Булатович, работал заместителем министра образования и науки Республики Татарстан, проректор КФУ.

## Научные труды
Автор 17 монографий и книг, более 250 научных статей.
- Алишев С. Х. Татары Среднего Поволжья в пугачёвском восстании. — Казань: Татарское книжное издательство, 1973. — 216 с.
- Алишев С. Х. По следам минувшего. — Казань: Татарское книжное издательство, 1986. — 128 с.
- Алишев С. Х. Исторические судьбы народов Среднего Поволжья. XVI-начало XIX вв. — М.: Наука, 1990. — 269 с.
- Алишев С. Х. Казань и Москва: межгосударственные отношения в XV—XVI вв. — Казань: Татарское книжное издательство, 1995. — 160 с.
- Алишев С. Х. Тернистый путь борьбы за свободу: (Социальная и национально-освободительная борьба татарского народа. II пол. XVI—XIX вв.) — Казань: «Фэн», 1999. — 158 с. ISBN 5-7544-0133-7
- Алишев С. Х. Древний тюркский мир. — Казань: «Форт-диалог», 2000. — 72 с.
- Алишев С. Х. Историки. Татарский народ. — Казань: «Форт-диалог», 2000. — 64 с.
- Алишев С.Х. Источники и историография города Казани. — Казань: «Диалог-компьютерс», 2001. — 76 с.
- Алишев С. Х. Башкорт феномены. — Казан, 2002. — 32 б.
- Алишев С. Х. Казан ханлыгы чоры татарча чыганаклар. — Казан, 2002. — 72 б.
- Алишев С. Х. Казанское ханство: В серии «История татар». — Казан: Татарское книжное издательство, 2002. — 47 с.
- Алишев С. Х. Казан ханлыгы тарихыннан. — Казан, 2003. — 250 б.
- Алишев С. Х. Все об истории Казани. — Казань: изд-во «Раннур», 2005. — 600 с.
- Алишев С. Х. Татар тарихчылары. — Казан: Татар. кит.нәшр., 2006. — 206 б.